# 제주불교방송
제주불교방송(濟州佛敎放送, Jeju Buddhist Broadcasting System)은 대한민국의 BBS불교방송 네트워크권 제주지역의 라디오 방송국이다.

## 연혁
- 2018년 9월 9일 개국.
- 2020년 8월 1일 제주불교방송 서귀포 중계소 개소(서귀포시 초단파 100.5㎒, 1㎾)

## 방송 주파수
| 방송국       | 호출부호 | 송신소        | 주파수     | 출력 | 송신소 위치                               | 비고 |
| ------------ | -------- | ------------- | ---------- | ---- | ----------------------------------------- | ---- |
| 제주불교방송 | HLEL-FM  | 견월악 송신소 | FM 94.9㎒  | 1㎾  | 제주 제주시 봉개동 산78-1 (JIBS 제주방송) |      |
| 제주불교방송 | HLEL-FM  | 미악산 중계소 | FM 100.5㎒ | 1㎾  | 제주 서귀포시 동흥동 2195                 |      |

## 같이 보기
- KBS제주방송총국
- 제주MBC
- JIBS 제주방송
- 제주CBS
- febc 제주극동방송
- 아리랑 라디오
- 제주국악방송
- 국방FM
- TBN 제주교통방송

## 직원 소개

### 총괄국장
- 문태준

### 방송부
- 부장 : 이병철
- 사원 : 김종광
- 사원 : 안지예

### 사업부
- 부장 : 강응규
- 사원 : 김재석